# Robert Ponger
Robert Ponger (* 19. Mai 1950 in Wien) ist ein österreichischer Musiker, Komponist und Musikproduzent.

## Biografie
Robert Ponger studierte zunächst Maschinenbau in Wien. 1971 gründete er gemeinsam mit Herbert Novacek und Rudolf Staeger die Wiener Progressive-Rock-Band Acid. Neben seiner Arbeit als Keyboarder und Studiomusiker konzentrierte sich Ponger zunehmend auf Musikproduktion. Anfang der 1980er Jahre gründete er das Stereo West Studio in Manhartsbrunn, Niederösterreich.
Ponger arbeitete etwa mit Wilfried und Reinhold Bilgeri, legte aber auch den Grundstein für die Weltkarriere des österreichischen Popstars Falco. Er produzierte dessen weltweiten Hit Der Kommissar (1981) sowie die beiden Alben Einzelhaft (1982) und Junge Roemer (1984). Zudem produzierte er 1983 für Udo Jürgens die Single Lust am Leben, die jedoch wenig Erfolg hatte und heute ein gesuchtes Sammlerstück ist.
1990 schloss er sich ein letztes Mal mit Falco zusammen, um das Album Data de Groove zu produzieren, welches ein kommerzieller Flop wurde. 25 Jahre nach Falcos Tod nahm Ponger 2023 in einem Interview zu Falco Stellung: „Ich weiß nicht, ob wir Freunde waren. Aber uns hat etwas verbunden, wir waren kreativ sehr nah verwandt“.
Robert Ponger erhielt 16 Goldene Schallplatten. Er ist der Zwillingsbruder des Jazzpianisten und Filmkomponisten Peter Ponger.

## Diskografie (Auswahl)
- Acid – Acid (CBS, 1974)
- Robert Ponger – Robert Ponger (Atom, 1979)
- Wilfried – Nights In The City (EMI Columbia, 1979)
- Bilgeri – Bilgeri (GiG Records, 1982)
- Falco – Einzelhaft (GiG Records, 1982)
- Falco – Junge Römer (GiG Records, 1984)